# Daphu
Daphu är en ort i Bhutan.   Den ligger i distriktet Chukha, i den sydvästra delen av landet, 60 kilometer söder om huvudstaden Thimphu. Daphu ligger 914 meter över havet och antalet invånare är 1 666.
Terrängen runt Daphu är mycket bergig. Närmaste större samhälle är Phuentsholing, 12,8 kilometer söder om Daphu.
I omgivningarna runt Daphu växer i huvudsak blandskog. Runt Daphu är det glesbefolkat, med 16 invånare per kvadratkilometer.